# Arènes de Méjanes
Les arènes de Méjanes sont des arènes privées situées à Méjanes, lieu-dit de la commune d'Arles, dans le département français des Bouches-du-Rhône.

## Histoire
Paul Ricard a voulu construire des arènes dans son domaine de Méjanes en Camargue. Elles comptent plus de 4 000 places et sont construites en dur au bord de l'étang de Vaccarès, juste à côté du mas de Méjanes. Elles ont été inaugurées le 3 juillet 1955. Des courses camarguaises, des corridas espagnoles, des novilladas et des corridas de rejón y ont été organisées. C'est également à Méjanes que Louis Thiers fonda l'Union des clubs taurins Paul Ricard. Sous sa direction, les arènes de Méjanes sont devenues un endroit incontournable de la temporada française. Les plus grands spécialistes de l'histoire tauromachique dont César Giron, Manzanares ou bien encore André Soler ont foulé le sable des arènes. 
Les arènes de Méjanes servaient également d'entraînement pour les jeunes razeteurs dans le cadre d'une école taurine dirigée par Francis San Juan l'un des quatre razeteurs membre du fameux « poker d'As » qui remplissait durant les années 1960 les arènes régionales (formé par Soler, Pascal, Canto et San Juan[réf. nécessaire]).
Aujourd'hui, c'est un hauts lieux français de la corrida de rejón avec les plus grands rejoneadors actuels qui participent à des festivals où l'on décerne des prix, tel le prix du Rejón d'Or, obtenu notamment par Luc Jalabert (maintenant éleveur de toros au Mas de la Chasagne à Arles) en 1986.

## Galerie

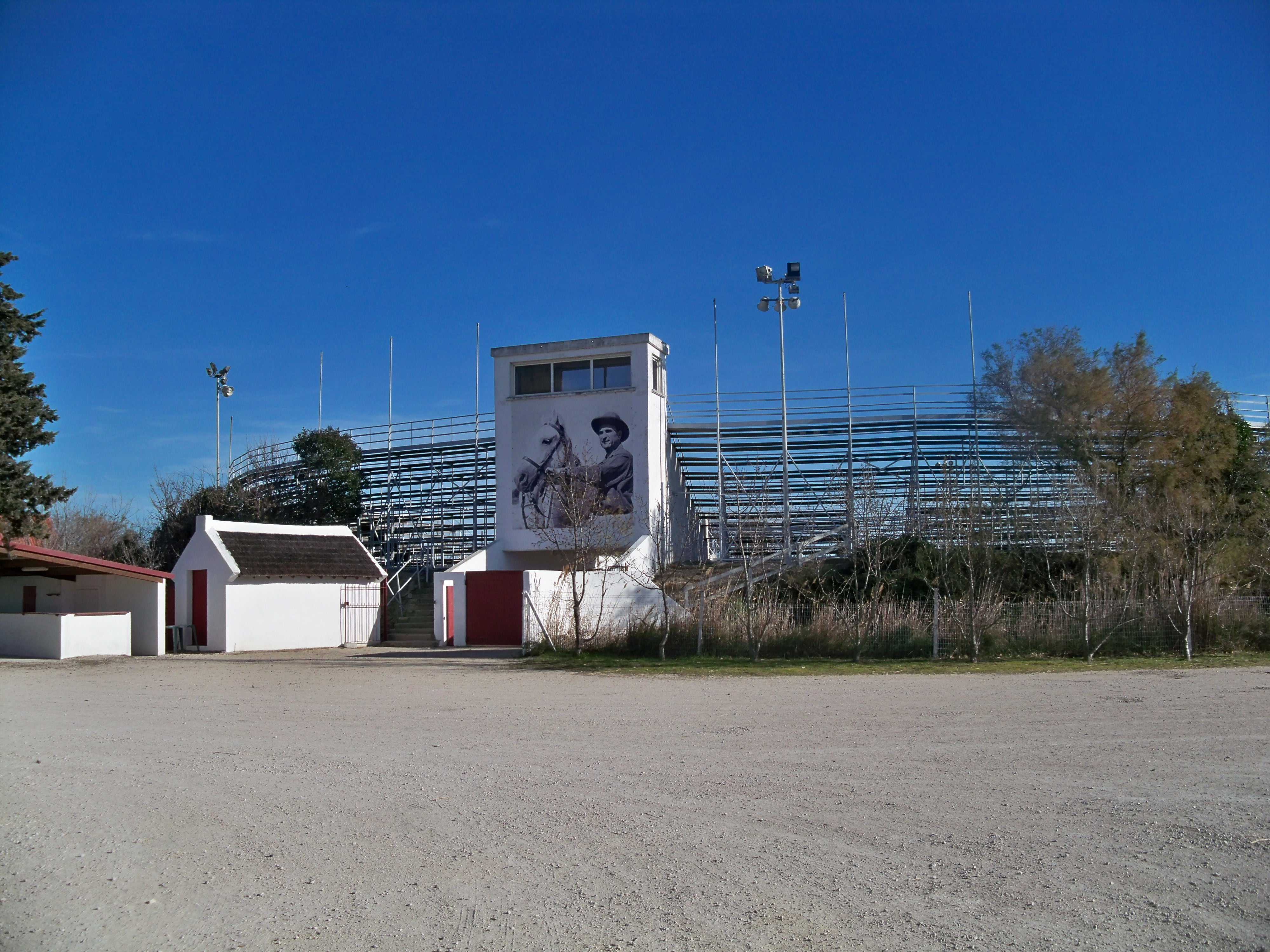
Arènes de Méjanes
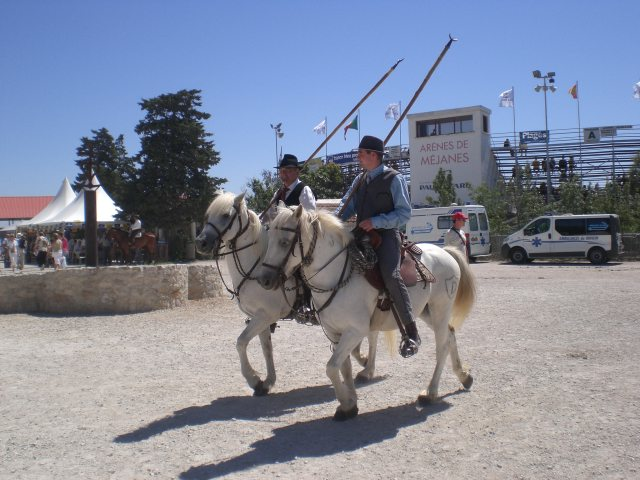
Gardians en tenue traditionnelle